# Zac Zorn
Zac Zorn (Estados Unidos, 10 de marzo de 1947) es un nadador estadounidense retirado especializado en pruebas de estilo libre, donde consiguió ser campeón olímpico en 1968 en los 4 x 100 metros estilo libre.

## Carrera deportiva
En los Juegos Olímpicos de México 1968 ganó la medalla de oro en los relevos de 4 x 100 metros estilo libre, con un tiempo 3:31.7 segundos que fue récord del mundo, por delante de Australia (bronce) y la Unión Soviética (plata); sus compañeros de equipo fueron los nadadores: Stephen Rerych, Ken Walsh y Mark Spitz.